# Zebraman 2: Attack on Zebra City
Zebraman 2: Attack on Zebra City (en japonés: ゼブラーマン -ゼブラシティの逆襲-, Zeburāman -Zebura Shiti no Gyakushū-?) es una película japonesa  de acción y superhéroes, dirigida por Takashi Miike en 2010, y secuela de la película Zebraman de 2004, también dirigida por Miike.

## Argumento
En 2025, quince años después de los acontecimientos de Zebraman, Aihara Kozou ha sido elegido gobernador de Tokio, y rebautiza a la ciudad con el nombre de Zebra City. También ha introducido el "Zebra Time", un período de 5 minutos que comienza a las 5:00 AM durante el cual todo crimen es legal, y el gobierno permite a la Policía Zebra atacar a todos y cada uno de los presuntos criminales.
Shinichi Ichikawa, también conocido como Zebraman, aparece mucho más viejo y amnésico, y es atacado por la Policía Zebra durante un periodo de Zebra Time. Ichikawa, consigue sobrevivir, e incluso hacer algunos amigos. Pero la situación política se agrava cuando la Zebra Queen, una Idol pop que resulta ser la hija del alcalde, se hace cargo de todo el régimen, provocando aún más caos en las calles. Ichikawa, ayudado por un fanático de la serie de televisión que se hizo sobre Zebraman y por una niña con misteriosos poderes, consigue recuperar la memoria y la capacidad de ser Zebraman. Ahora tendrá que hacer frente no solo a la amenaza que supone enfrentarse al alcalde y su hija, sino también a una inminente invasión alienígena.

## Reparto
| Actor                   | Papel                                               |
| ----------------------- | --------------------------------------------------- |
| Show Aikawa             | Shinichi Ichikawa / Zebraman                        |
| Riisa Naka              | Yui Aihara / Zebra Queen / Zebrawoman / Black Zebra |
| Tsuyoshi Abe            | Niimi                                               |
| Masahiro Inoue          | Shinpei Asano                                       |
| Naoki Tanaka (Cocorico) | Junpei Ichiba                                       |
| Gadarukanaru Taka       | Kozou Aihara                                        |
| Mei Nagano              | Sumire                                              |
| Nana Mizuki             | Voz alienígena                                      |
| Miki Inase              | Yumi Kisaragi / Policía de minifalda Zebra          |
| Sayoko Ohashi           | Risako Yuki / Policía de minifalda Zebra            |
| Yuko Shimizu            | Yu Maki / Policía de la minifalda cebra             |
| Suzanne                 | Mika Misaki                                         |
| Kazuki Namioka          | Diseñador de ropa                                   |
| Houka Kinoshita         | Tortuga que ataca a Aihara                          |
| Hideo Nakano            | El hombre jabalí                                    |
| Naomasa Musaka          | Cirujano                                            |
| Ken Maeda               | Legislador                                          |
| Katsuhisa Namase        | Reportero de televisión                             |
| Leslie Kee              | Fotógrafo de Yui                                    |
| Yamada Mame             | Miho Kishida                                        |
| Ichirō Mizuki           | Narrador de créditos finales                        |

## Otros créditos
- Productor de planificación: Takashi Hirano (TBS)
- Supervisor de producción: Mitsuru Kurosawa (Central Arts)
- Iluminación: Kôta Satô.
- Grabación (sonido): Fusao Yuwaki.
- Diseñador de producción (arte): Akira Sakamoto.
- Maquillaje: Miho Shimizu.
- Efectos de sonido: Kenji Shibasaki.

## Lanzamiento
Zebraman 2 se estrenó el 1 de mayo de 2010 en Japón, y el 10 de octubre de 2010 en España, en el Festival de Cine de Sitges. También fue seleccionada, para ser exhibida fuera de competición, en el Festival Internacional de Cine de Venecia de 2010.Fue publicada en DVD solo para alquiler por Toei Video Company.Se lanzaron a la venta en DVD y Blu-ray el 12 de noviembre de 2010, publicados por TBS y distribuidos por Happinet, dos ediciones diferentes, en Japón: Edición Estándar (ゼブラーマン-ゼブラシティの逆襲-) y Edición Prémium (ゼブラーマン -ゼブラシティの逆襲- プレミアム・エディション). En Estados Unidos se lanzó el 29 de noviembre de 2011  por Funimation, en japonés con subtítulos en inglés. Todas las ediciones iban acompañadas de contenido extra.